# Geert De Vlieger
Geert de Vlieger, född 16 oktober 1971 i Dendermonde, är en belgisk före detta fotbollsmålvakt.
Han har bland annat spelat för den engelska klubben Manchester City, där han var reservmålvakt mellan 2004 och 2006, och i Willem II där han spelade flera år av sin karriär.
De Vlieger spelade 43 landskamper för Belgien. Han efterträdde Filip De Wilde som landets förstemålvakt efter dennes misslyckade insatser i EM 2000. De Vlieger spelade en viktig roll i kvalet till VM 2002, och spelade i alla Belgiens fyra matcher i turneringen.